# Royce White
Royce Alexander White (Minneapolis, 10 aprile 1991) è un ex cestista statunitense.

## Carriera
Il 25 ottobre 2013 è stato tagliato dai Philadelphia 76ers, dove era arrivato in una trade dagli Houston Rockets.
Il 6 marzo 2014 ha firmato un contratto da 10 giorni con i Sacramento Kings che l'hanno mandato a giocare nei Reno Bighorns, squadra NBDL affiliata ai californiani, con l'accordo di firmare un secondo contratto da 10 giorni direttamente con i Kings al termine del periodo a Reno. Ha esordito con i Bighorns in una vittoria casalinga per 112-86 contro gli Idaho Stampede, nella quale ha giocato 27 minuti partendo in quintetto base ed ha totalizzato 5 punti, 4 rimbalzi, 2 assist e 2 palle recuperate. Dopo aver giocato 4 partite a Reno, il 16 marzo 2014 ha firmato un secondo contratto da 10 giorni con i Kings, con i quali ha esordito in NBA il 21 marzo in una partita persa in casa per 99-79 contro i San Antonio Spurs, nella quale ha giocato gli ultimi 56 secondi di gioco senza far registrare nessuna statistica; alla scadenza del contratto con la squadra californiana è rimasto free-agent.
Il 12 luglio 2018 firma un contratto con l'Auxilium Pallacanestro Torino, tuttavia il 23 agosto la stessa società decide di portare a termine il rapporto per i continui ritardi del giocatore nell'arrivare in Italia.

## Palmarès
- 2 volte campione NBL Canada (2017, 2018)
- NBL Canada Most Valuable Player (2017)
- Miglior marcatore NBL Canada (2018)